# Diàstole

Diàstole cardíaca.

La diàstole és el període en què el cor es relaxa després d'una contracció, anomenat període de Sístole auricular, en preparació per a l'ompliment amb sang circulatòria. A la diàstole ventricular els ventricles es relaxen, i en la diàstole auricular les aurícules estan relaxades. Juntes se les coneix com la diàstole cardíaca i constitueixen, aproximadament, la meitat de la durada del cicle cardíac, és a dir, uns 0,4 segons.
Durant la diàstole auricular les aurícules s'omplen de sang pel retorn venós des dels teixits per la via de les venes caves superior i inferior i es produeix un augment progressiu de la pressió intra-auricular fins a superar la pressió intra-ventricular.
Durant la diàstole ventricular, la pressió dels ventricles cau per sota de l'inici al que va arribar durant la Sístole auricular. Quan la pressió en el ventricle esquerre cau per sota de la pressió de l'aurícula esquerra, la vàlvula mitral s'obre, i el ventricle esquerre s'omple amb sang que s'havia estat acumulant en l'aurícula esquerra. Un 70% de l'ompliment dels ventricles ocorre sense necessitat de sístole auricular. Igualment, quan la pressió del ventricle dret cau per sota del de l'aurícula dreta, la vàlvula tricúspide s'obre, i el ventricle dret s'omple de la sang que s'acumulava en l'aurícula dreta.